# Rokometni klub Velenje
Rokometni klub Gorenje Velenje, krajše Gorenje Velenje ali samo Gorenje, je slovenski rokometni klub iz Velenja. Njegova domača dvorana je Rdeča dvorana. Imajo organizirano skupino navijačev z imenom Šaleški graščaki.

## Zgodovina

### 1985-1972
V Šoštanju se je rokomet začel organizirano razvijati leta 1958, ko je bila ustanovljena rokometna sekcija.  Prvič so igrali v celjski okrajni ligi, nato pa so imeli dve leti premora. V sezoni 1964/65 so se uvrstili v štajersko ligo in osvojili 4. mesto. V I. republiško ligo so se uvrstili 10 let po ustanovitvi kluba in iz nje niso nikoli izpadli. V sezoni 1972/73 so osvojili naslov republiških prvakov.

### 1973-1982
V II. jugoslovanski ligi so zaigrali leta 1973, a so že naslednjo sezono izpadli in zopet pristali v I. republiški ligi. Med letoma 1974 in 1980 so se uvrščali med 2. in 7. mestom, nato pa so v sezoni 1980/81 po zelo napeti sezoni ponovno postali republiški prvaki.

### 1983-1991
V sezoni 1983/84 je klub zapustilo nekaj igralcev, a so na koncu kljub vsemu osvojili 3. mesto. Že v naslednji sezoni pa se je klub okrepljen z Iztokom Pucom zopet sprehodil do novega naslova. Po sezoni je Puc odšel in nato so se enkrat uvrstili na 4., naslednje leto pa na 5. mesto. 

#### Novo ime
V sezoni 1990/91 se je klub iz RK Šoštanj preimenoval v ŠRK Velenje (Šaleški rokometni klub Velenje). Razlogov je bilo več, dva pa sta bila še posebej odločilna. Tekme so že kar nekaj časa igrali v Rdeči dvorani, prav tako pa je bilo večino igralcev doma iz Velenja. Po preimenovanju so v II. jugoslovanski ligi s 3. mestom dosegli največji uspeh kluba do tistega leta. 

### 1991-2002
Po osamosvojitvi Slovenije so slovenski klubi eno leto igrali v »Superligi« in Velenjčani so bili na koncu 5. V sezoni 1993/94 so bili na koncu v prvenstvu drugi in se tako uvrstili v evropski pokal EHF v katerem so se v sezoni 1994/95, v krstnem nastopu v evropskih pokalih prebili do polfinala.

## Največji uspehi
- Slovensko prvenstvo: 
  - Prvaki (4): 2008-09, 2011-12, 2012-13, 2020-21
  - Podprvaki (10): 1993-94, 1995-96, 2003-04, 2004-05, 2006-07, 2009-10, 2010-11, 2013-14, 2014-15, 2015-16
- Slovenski pokal: 
  - Zmagovalci: 2018-19
  - Finalisti (8): 1994-95, 1996-97, 1997-98, 2000–01, 2006–07, 2010–11, 2012–13, 2014–15
- Slovenski superpokal: 
  - Zmagovalci (3): 2009, 2011, 2012
  - Drugo uvrščeni (2): 2007, 2015

## Navijači
Šaleški graščaki so organizirana navijaška skupina, ki jo je leta 1994 ustanovil Damjan Kajba. Svoje ljubljence podpirajo na vseh domačih in večini gostujočih tekmah. Prav tako navijajo za slovenska rokometna reprezentanca skupaj z ostalimi navijaškimi skupinami pod imenom združeni navijači Slovenije.